# Sertifera
Sertifera là một chi thực vật có hoa trong họ, Orchidaceae.